# Karren (Berg)
Der Karren (nach den im Kalkgestein häufig vorkommenden Karren) ist der Hausberg von Dornbirn in Vorarlberg, Österreich. Er ist 971 Meter hoch und gehört zur Gruppe der Schuttannenberge im Bregenzerwaldgebirge. Trotz seiner geringen Dominanz und Schartenhöhe wird er auf amtlichen Kartenwerken als eigenständiger Berg geführt, seit er durch die Karrenseilbahn erschlossen ist. Auf dem Gipfel des Berges befindet sich ein Panoramarestaurant.
Auf einzelnen Karten, Wegweisern und Broschüren ist die Höhe mit 976 Meter angegeben, dabei handelt es sich allerdings um die Seilhöhe der Bergstation der Karrenseilbahn.

## Lage und Umgebung
Der Karren liegt südöstlich des Dornbirner Stadtteils Hatlerdorf, vollständig im Gemeindegebiet der Stadt Dornbirn.
Die markante Felswand des Karren setzt sich südwestlich im Breitenberg fort, getrennt durch das Feientobel mit dem Fallbach. Im Süden ist der Karren über den Sattel beim Kühberg mit dem Staufen verbunden, der mit seinen Ausläufern durch den Küferbach (Dornbirn) getrennt den Karren auch an der Ostseite umschließt. Im Nordwesten fällt die Felskante des Karren in das Vorarlberger Rheintal ab.

## Geologie
Der Schrattenkalk des Karren ist Teil der Säntisdecke des Helvetischen Deckensystems, die hier unter der Rheinebene hindurchziehend in die Ostalpen greift. Der Karren bildet dabei den nordwestlichen Eckpfeiler der helvetischen Zone der Ostalpen.

## Landschaft und Naturschutz
Die Nord- und Westseite des Karren wird von steilen Schrattenkalkfelsen dominiert, während südlich des Gipfels die Gratlinie zum Sattel beim Kühberg hin nur um etwa 30 Meter abfällt.
In den Kalkfelsen mischen sich Bestände der Waldkiefer mit einzeln eingestreuten Mehlbeeren, Hunds-Rosen, Felsenbirnen und einem artenreichen Krautbestand. Am Fuße einer nach Nordosten exponierten Felswand findet sich ein ursprünglich erhaltener Hirschzungen-Ahornwald.
Der gesamte nach Westen gerichtete Hang des Karren liegt im Geschützten Landschaftsteil Haslach-Breitenberg. Ein besonders schützenswerter Abschnitt dieser Felswand ist unter der Nummer 30117 im Biotopinventar Vorarlberg eingetragen, das als Besonderheit Vorkommen der stark gefährdeten Tauben-Skabiose sowie der gefährdeten Arten  Gekielter  Lauch, Schwalbenwurz-Enzian, Europäische Stechpalme und Turmgänsekresse ausweist.
Der Hirschzungen-Ahornwald am Fuße der Nordostflanke ist im Biotopinventar unter der Nummer 30118 gelistet. Durch die geringe Nutzung ist er mit einem hohen Anteil an Fall- und Totholz ausgebildet. Neben dem oft mit dichten Moosteppichen überzogenen Berg-Ahorn dominieren die Gemeine Esche und die Bergulme den Baumbestand. In der Krautschicht ist die stark gefährdete Breitblättrige Glockenblume hervorzuheben.

## Erschließung, Nutzung und Tourismus
Außer der Karrenseilbahn führt auch noch eine steile Schotterstraße bis zum Gipfel, auf der aber ein Fahrverbot herrscht. Zu Fuß kann der Karren von mehreren Ausgangspunkten im Tal aus bestiegen werden.
Der Karren ist ein beliebtes Ausflugsziel für die Bevölkerung der Region. Hierbei bietet er sich als Ausgangspunkt für Wanderungen auf die Gipfel der umliegenden Schuttannenberge, aber auch nach Schuttannen, ins Ebnit, zum Staufensee und in die Rappenloch- und Alplochschlucht an. Für Hängegleiterflieger ist der Karren aufgrund der guten Thermik zum Alpenrheintal hin ein beliebter Startpunkt.

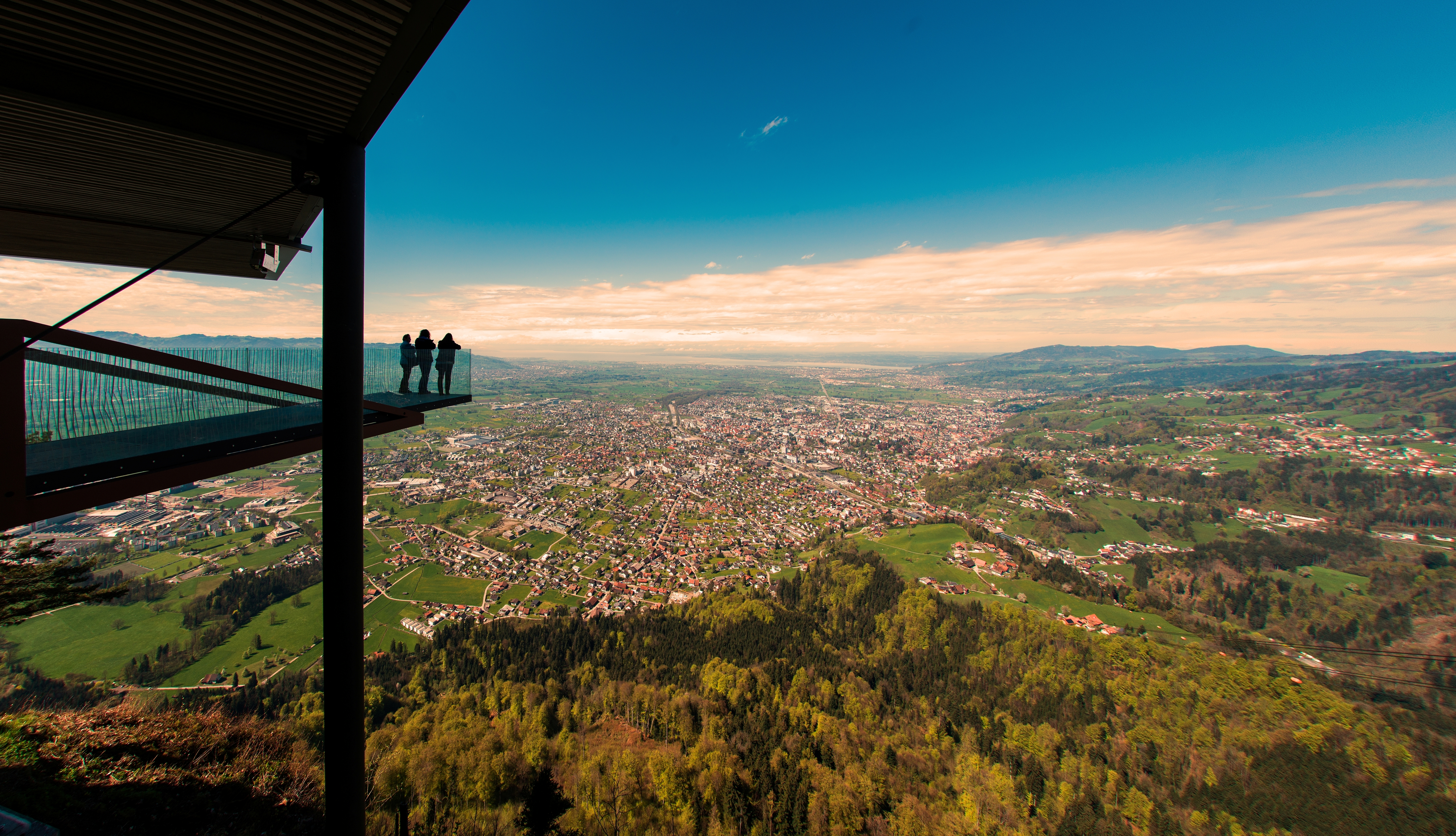
Karrenkante mit Aussicht

Das gesamte Gipfelplateau wird vom Panoramarestaurant eingenommen, an dessen Gebäude unmittelbar die Bergstation der Seilbahn angeschlossen ist. Ein frei begehbarer Steg, die „Karrenkante“, ragt seit März 2016 unter dem Restaurant zwölf Meter über die Felsklippe hinaus.
Der Schotterweg zwischen der Talstation und der Bergstation der Seilbahn, der sich in der oberen Hälfte in eine steilere und eine weniger steile Variante aufteilt, ist mit den 513 Höhenmetern, die er überwindet, eine beliebte Trainingsstrecke für Läufer und Wanderer. Eine elektronische Zeitnehmung an der Tal- und Bergstation erlauben eine exakte Laufzeitmessung und die Dokumentation des Ergebnisses auf einem automatisch ausgedruckten Ticket.